# Rick Larsen
Richard Ray Larsen dit Rick Larsen, né le 15 juin 1965 à Arlington (Washington), est un homme politique américain. Membre du Parti démocrate, il est élu de l'État de Washington à la Chambre des représentants des États-Unis depuis 2001.

## Biographie
Rick Larsen est originaire d'Arlington dans le comté de Snohomish. Il obtient un bachelor of arts de l'université luthérienne du Pacifique (en) en 1987 et d'un master en administration publique de l'université du Minnesota en 1990.
En 1998, il est élu au conseil du comté de Snohomish. Deux ans plus tard, il est élu à la Chambre des représentants des États-Unis dans le 2e district du Washington. Avec 50 % des voix, il devance le républicain John Koster qui rassemble 45,9 % des suffrages. Il est réélu avec 50,1 % des voix face à la républicaine Norma Smith (45,8 %) en 2002. Entre 2004 et 2008, il est réélu avec plus de 62 % des suffrages. Lors de la vague républicaine de 2010, il est réélu de peu avec 51,1 % des voix contre John Koster. Son district est redécoupé en 2011. Larsen est réélu avec plus de 60 % des suffrages en 2012, 2014, 2016, 2018 et 2020.

## Historique électoral

### Chambre des représentants
| Année | Rick Larsen | Républicain | Libertarien | NLP   | Vert |
| ----- | ----------- | ----------- | ----------- | ----- | ---- |
| Année |             |             |             |       |      |
| 2000  | 50,0 %      | 45,9 %      | 2,6 %       | 1,4 % | —    |
| 2002  | 50,1 %      | 45,8 %      | 2,1 %       | —     | 2 %  |
| 2004  | 63,9 %      | 33,6 %      | 2,5 %       | —     | —    |
| 2006  | 64,2 %      | 35,8 %      | —           | —     | —    |
| 2008  | 62,4 %      | 37,6 %      | —           | —     | —    |
| 2010  | 51,1 %      | 48,9 %      | —           | —     | —    |
| 2012  | 61,1 %      | 38,9 %      | —           | —     | —    |
| 2014  | 60,6 %      | 39,4 %      | 1,9 %       | —     | —    |
| 2016  | 64,0 %      | 36,0 %      | —           | —     | —    |
| 2018  | 72,3 %      | —           | 27,7 %      | —     | —    |
| 2020  | 63,1 %      | 36,7 %      | —           | —     | —    |
| 2022  | 60,1 %      | 39,7 %      | —           | —     | —    |
| 2024  | 63,8 %      | 35,9 %      | —           | —     | —    |